# Kachelotplate
Kachelotplate est un banc de sable située dans la mer des Wadden le long des côtes du land allemand de la Basse-Saxe.

## Géographie
Cette lagune a une superficie de 187 hectares environ et fait partie du groupe des Îles de la Frise-Orientale. Elle est constituée principalement de sable fin et se modifie légèrement car elle est en effet assez vulnérable.